# Josep Pous i Ballbé
Josep Pous i Ballbé (Terrassa, 15 de juny de 1913 - Terrassa, 17 d'octubre del 1995) fou un empresari i polític terrassenc, diputat al Parlament de Catalunya en la segona legislatura.

## Biografia
Va estudiar formació professional i treballà al sector tèxtil, on aviat va mostrar vocació corporativa i empresarial. Abans de la guerra civil espanyola fou president de les joventuts de la Lliga Catalana a Terrassa. De 1960 a 1972 fou president de la Secció de Tints i Acabats de l'Institut Industrial de Terrassa, i de 1973 a 1976 en fou president del seu gremi llaner. De 1974 a 1977 fou president del servei comercial d'Indústria Tèxtil Llanera Espanyola i de 1973 a 1975 fou vocal de la Cambra de Comerç de Terrassa. Afeccionat a la música, de 1966 a 1970 fou president d'Amics de les Arts i Joventuts Musicals de Terrassa
Durant la transició espanyola milità a la secció catalana de la UCD, amb la que fou escollit regidor a ajuntament de Terrassa a les eleccions municipals de 1979 i fou nomenat diputat a la Diputació de Barcelona. Després de l'ensulsiada de la UCD ingressà a Convergència Democràtica de Catalunya, partit amb el qual fou reelegit com a regidor a les eleccions municipals de 1983. Alhora el 1986 va substituir com a diputat Macià Alavedra, escollit a les eleccions al Parlament de Catalunya de 1984. De 1986 a 1988 va ser membre de la Comissió de Justícia, Dret i Seguretat Ciutadana i de la Comissió d'Agricultura, Ramaderia i Pesca del Parlament de Catalunya.